# Джаба Іоселіані
Джаба Костянтинович Іоселіа́ні (груз. ჯაბა კონსტანტინეს ძე იოსელიანი; (10 липня 1926 , Хашурі, Горійський повітd  — 4 березня 2003 , Тбілісі )) — грузинський політичний, військовий і кримінальний діяч, злодій у законі (прізвисько «Дюба»). Один із лідерів Військової ради (тимчасового органу, який виконував обов'язки колективного глави держави після повалення Звіада Гамсахурдії) з 6 січня по 10 березня 1992 року. Заступник голови Державної ради Грузії Едуарда Шеварднадзе з 10 березня по 16 жовтня 1992 року.

## Ранні роки
Народився 10 липня 1926 року в Хашурі в сванській родині. Його батько Костянтин Іоселіані був залізничним службовцем, мати Олександра Жгенті — філологом.
Старша сестра Олена (Лілі) дбала про брата після смерті батьків. За її свідченням, перший його конфлікт із законом стався у віці 15 років. З колонії він втік додому, був оголошений у розшук, але після початку німецько-радянської війни про нього забули .

## Студент та злочинець
У 1943 році у віці 17 років його було вперше засуджено за крадіжку з розбоєм терміном на 5 років Молотівським районним судом Тбілісі.
Вийшовши на волю в 1948, він підробив атестат про шкільну освіту і вступив до Ленінградського державного університету ім. А. А. Жданова на факультет сходознавства. У 1951 році під час навчання в університеті вплутався в бійку і був відрахований зі студентів, притягнутий до кримінальної відповідальності за хуліганство та засуджений до позбавлення волі на 1 рік. Вирок відбував у ленінградській в'язниці «Хрести».
Втретє був засуджений в 1956 році до 25 років ув'язнення за збройний розбій і вбивство, відбував ув'язнення в Новочеркаській в'язниці.
В ув'язненні почав займатися літературною діяльністю, писав і публікував оповідання. Його старша сестра Лілі Іоселіані, яка на той час стала відомим театральним режисером і викладала в Тбіліському театральному інституті, стала ініціатором колективного прохання грузинських діячів культури про поблажливість до письменника. Серед тих, хто просив за звільнення Іоселіані, були давні друзі родини — актриса Медея Джапарідзе і її чоловік письменник Резо Табукашвілі, народний артист СРСР Серго Закаріадзе . В результаті Джаба був звільнений достроково в 1965 році. Він отримав у в'язниці прізвисько Дюба і статус злодія в законі.

## Письменник та педагог
Після виходу з в'язниці Іоселіані в 1967 році закінчив вечірню школу, після чого вступив до Тбіліського театрального інституту, де викладала його сестра, і закінчив заочний театрознавчий факультет, написавши диплом про життя та творчість Серго Амаглобелі.
Потім Джаба Іоселіані захистив кандидатську та докторську дисертації з мистецтвознавства, читав лекції у Тбіліському театральному інституті, у театрах ставилися написані ним п'єси. Для відомого грузинського письменника Нодара Думбадзе, друга дитинства Іоселіані, Джаба став прототипом «чесного злодія в законі» Како Девдаріані в романі «Білі прапори» (1973).
До цього періоду належить знайомство Іоселіані зі Звіадом Гамсахурдією. Спочатку їхні стосунки були дружніми і Джаба на умовах анонімності писав для дисидентського журналу «Вісник Грузії», який видавали Гамсахурдіа та Мераб Костава. Однак після телевізійного покаяння і співробітництва зі слідством Гамсахурдіа в 1978 році, що закінчився м'яким вироком для Гамсахурдії і дуже жорстким для Костави, Іоселіані різко змінив своє ставлення до Звіада . Джаба, який витримав не один десяток допитів, публічно називав Гамсахурдіа боягузом, вважав, що в 1978 він зрадив друга і публічно пропонував «прибрати цього покидька, поки він не занапастив весь народ» .

## Політик та командир
Ставши визнаним діячем грузинської культури, Джаба Іоселіані користувався своїм статусом злодія в законі, здійснюючи зв'язок між господарськими органами Радянської Грузії і тіньовими підприємцями, що займалися поставками грузинських овочів та фруктів на колгоспні ринки по всьому союзу. Наприкінці правління Брежнєва, 1982 року він організував у Тбілісі злодійську сходку, на якій запропонував кримінальним авторитетам вже взаємодіяти з офіційними органами, контролюючи тіньове підприємництво. Його ідеї були прийняті грузинським злодійським співтовариством, але відкинуті більшістю кримінальних авторитетів з Росії та інших республік, як несумісні з злодійськими поняттями . Однак нова сходка, що відбулася через чотири роки, погодилася з знову озвученою Джабою Іоселіані пропозицією кавказьких злодіїв у законі, тим самим започаткувавши реформу кримінального світу СРСР.
У 1989 році Іоселіані організував воєнізоване націоналістичне угруповання «Мхедріоні», яке взяло участь у багатьох збройних конфліктах на території Грузії та відіграло ключову роль у поваленні президента Звіада Гамсахурдіа. Спочатку загони «Мхедріоні» діяли неформально, але у вересні 1990 року, за сприяння старого друга Іоселіані, першого заступника голови Кабінету міністрів Гурама Мгеладзе, загони були офіційно зареєстровані як корпус рятувальників і отримали право носити зброю та створювати бази у всіх районах Грузії .
Звіад Гамсахурдія, добре обізнаний про негативне ставлення до нього Джаби Іоселіані, був наляканий таким посиленням опонента, запідозрив змову проти себе і ув'язнив Іоселіані. Через кілька місяців «Мхедріоні» взяли в'язницю штурмом, звільнивши свого лідера, після чого Іоселіані, командувач Національної гвардії Грузії Тенгіз Кітовані і колишній прем'єр-міністр Тенгіз Сігуа створили Військову раду, яка оголосила про повалення Гамсахурдіа і взяття державної влади. Гамсахурдіа втік до Вірменії.
Військова рада виявилася неефективним органом влади, насамперед через відсутність у Іоселіані та Кітовані досвіду державного управління . На засіданнях Військової ради Іоселіані виступав за те, щоб запросити очолити тимчасову владу в Грузії Едуарда Шеварднадзе, який проживав після своєї відставки в Москві . Ідея Іоселіані була зустрінута Кітовані та Сігуа без захоплення, але запрошення Шеварднадзе від імені Військової ради було направлено та прийнято. На початку березня 1992 року Шеварднадзе повернувся до Грузії, а 10 березня 1992 року Військова рада оголосила про саморозпуск і передала владу новоствореній Державній раді Грузії у складі: Едуард Шеварднадзе (голова), Іоселіані (заступник), члени Президії Кітовані та Сігуа.
Після повалення Гамсахурдіа Іоселіані приділяв багато уваги розширенню впливу та зміцненню автономності «Мхедріоні». У період дії Державної ради, за його словами, у розпорядженні формування були броньовики та танки і він відмовлявся підкорятися вимогам інших членів президії і передати командування над «Мхедріоні» армійським командирам . Ключовим у боротьбі проти звіадистів у Грузії прийнято вважати бій 6 липня 1992 року в місті Цаленджіха, коли загін звіадистів оточив школу-інтернат, де перебували 80 бійців «Мхедріоні» з Джабою Іоселіані. Звіадисти спробували штурмувати будівлю, але зазнали поразки і були розгромлені підкріпленням, що підійшло, а Джаба Іоселіані, який пережив облогу, став героєм дня.
Зростаюча незалежність «Мхедріоні» від Державної ради, якій загони формально підкорялися, служила постійним джерелом конфліктів між Іоселіані та Шеварднадзе. Їхні стосунки, на тлі повідомлень про грабунки та знущання бійців «Мхедріоні» над мирним населенням у Самегрело,  ставали все більш напруженими. Крапку в їхніх стосунках поставив невдалий замах на Едуарда Шеварднадзе, що стався 29 серпня 1995.

## Ув'язнений та пенсіонер
Після замаху на своє життя Шеварднадзе звинуватив Іоселіані у змові з метою вбивства президента. Джаба був заарештований, діяльність «Мхедріоні» була заборонена, а самі загони роззброєні та розпущені. Слідство у справі тривало три роки, які Іоселіані провів у попередньому ув'язненні. У листопаді 1998 року Верховним судом Грузії Джаба Іоселіані був засуджений до 11 років позбавлення волі, одночасно з ним до різних термінів були засуджені інші командири «Мхедріоні».
Після початку кампанії «національного примирення» багато військових злочинців, у тому числі й Джаба Іоселіані, були помилувані президентом Шеварднадзе. Вийшовши на волю 20 квітня 2000 року, він одразу оголосив про своє повернення в грузинську політику, а незадовго до смерті заявив про намір брати участь у парламентських виборах .
Помер 4 березня 2003 року від крововиливу в мозок і був похований у Дідубійському пантеоні письменників та громадських діячів Грузії. Його сестра Лілі, яка померла в 2014 році, похована поряд з ним. У січні 2012 року та в липні 2017 року могила Іоселіані осквернялася невідомими.

## Родина
- Батько — Костянтин Іоселіані (пом. 1944)
- Мати — Олександра Жгенті

- Сестра — Олена (Лілі) Іоселіані (1923—2014), театральний режисер і педагог
- Сестра — Натела Іоселіані
- Брат — Мераб Іоселіані

- Син — Костянтин (Коте) Іоселіані

- Онук — Джаба Іоселіані 

## Літературна діяльність
Автор понад 100 публікацій, у тому числі наукових праць, трьох монографій, чотирьох романів («Три виміри» та «Країна Лімонія» перекладені російською мовою) та шести п'єс, які були поставлені у грузинських театрах. Професор Грузинського державного інституту театру та кіно. В автобіографічному романі «Країна Лімонія» він розповідає про події свого життя.

## Твори
- «Поезд N 113»: Повесть — М.: Виконт: Хомли, 1994: Тип. изд-ва «Известия» — 192 с; 15000 экз.;
- «Страна Лимония» / [Пер. с груз. Лиана Татишвили] — Тб.: Худ. и Книга, 2001: Тип. ООО «Август-Принт» — 430 с; ISBN 5-901685-17-2, 2000 экз.;
- «Три измерения» — М.: Художник и Книга, 2001—516 с.; ISBN 5-901685-18-0, 2000 экземпляров.